# Gagnefs församling
Gagnefs församling är en församling i Falu-Nedansiljans kontrakt i Västerås stift. Församlingen ligger i Gagnefs kommun i Dalarnas län och ingår i Gagnefs pastorat. 
1 januari 2016 inrättades distriktet Gagnefs distrikt, med samma omfattning som församlingen hade årsskiftet 1999/2000.

## Administrativ historik
Församlingen har medeltida ursprung och finns omnämnd med egen präst 1351. En del, senare tillkomna källor, talar om Gagnef som ursprungligen hörande till Åhls församling. På 1620-talet utbröts Mockfjärds församling som kapellag. Mockfjärd blev sedermera en kapellförsamling och den 1 januari 1934 (enligt beslut den 24 februari 1933) en annexförsamling.
Den 1 januari 1934 (enligt beslut den 24 februari 1933) överfördes från Gagnef till Mockfjärds församling Gråda bys utskog och en del av lägenheterna Kraftbolaget nr 16 och 17 med en areal av 67,00 kvadratkilometer, varav 64,30 land.

### Pastorat
Församlingen ingick till 1562 i pastorat med Leksands församling som moderförsamling för att från 1562 till 1613 ingå i pastorat med Åls församling. Från 1620-talet har församlingen varit moderförsamling i pastoratet Gagnef och Mockfjärd som från 1999 utökats med Floda församling.

## Kyrkoherdar
Lista över kyrkoherdar i Gagnef med Mockfjärds kapell.
| Ämbetstid | Namn                               | Levnadstid |
| --------- | ---------------------------------- | ---------- |
| 1351      | Stenarus (Sten)                    |            |
| 1444      | Peder (Petrus)                     |            |
| 1511      | Laurentius                         |            |
| 1520      | Andreas                            |            |
| 1533-1544 | Laurentius (Lars)                  | -1544      |
| 1545-1549 | Johannes Elavi (Hans Elefsson)     |            |
| 1550-1564 | Ericus Ingevaldi Sevalensis        |            |
| 1564-1572 | Ægidius Henrici (Ilian Henriksson) |            |
| 1572-1607 | Olaus Laurentii (Olof Larsson)     | -1606      |
| 1607-1624 | Canutus Erici Cuprimontanus        | -1624      |
| 1625-1631 | Andreas Laurentii Elfwedalius      | -1631      |
| 1632-1661 | Petrus Petri Björskogensis         | 1590-1661  |
| 1662-1669 | Gustavus Johannis Elvius           |            |
| 1669-1694 | Ericus Matthiæ Browallius          | 1620-1694  |
| 1695      | Nicolaus Swenonis Rytingh          | 1647-1695  |
| 1696-1703 | Andreas Petri Arhusiander          | 1629-1703  |
| 1704-1724 | Jacob Gezelius                     | 1663-1724  |
| 1725-1733 | Andreas Hesselius                  | 1677-1733  |
| 1734-1753 | Georg Wallman                      | 1690-1753  |
| 1756-1769 | Olof Eckman                        | 1710-1769  |
| 1772-1802 | Samuel Godenius                    | 1731-1802  |
| 1805-1808 | Eric Rosenius                      | 1741-1808  |
| 1811-1815 | Widich Baggstedt                   | 1750-1815  |
| 1818-1833 | Johan Erelius                      | 1759-1833  |
| 1836-1851 | Olof Rosenius                      | 1774-      |
| 1854-1862 | Olof Fredrik Wahlin                | 1805-1862  |
| 1864-1867 | Nils Brolén                        |            |
| 1869-1896 | Johan Linman                       |            |
| 1897-1906 | Johan Gabrielsson                  |            |
| 1907-1928 | Gustaf Andersson                   |            |
| 1930-1936 | Bernhard Leonard Erfors            | 1884-1963  |
| 1936-1938 | Erik Ragnar Welin                  |            |
| 1938-     | Gösta Tage Wigardt                 |            |

## Befolkningsutveckling
| Befolkningsutvecklingen i Gagnefs församling 1810–2020 | Befolkningsutvecklingen i Gagnefs församling 1810–2020 | Befolkningsutvecklingen i Gagnefs församling 1810–2020 | Befolkningsutvecklingen i Gagnefs församling 1810–2020 | Befolkningsutvecklingen i Gagnefs församling 1810–2020 |
| --- | ------------------------------------------------------ | ------------------------------------------------------ | ------------------------------------------------------ | ------------------------------------------------------ |
| |                                                        |                                                        |                                                        |                                                        |
| År |                                                        |                                                        | Folkmängd                                              |                                                        |
| 1810 | 1810                                                   |                                                        | 3 657                                                  |                                                        |
| 1820 | 1820                                                   |                                                        | 3 799                                                  |                                                        |
| 1830 | 1830                                                   |                                                        | 4 194                                                  |                                                        |
| 1840 | 1840                                                   |                                                        | 4 427                                                  |                                                        |
| 1850 | 1850                                                   |                                                        | 5 009                                                  |                                                        |
| 1860 | 1860                                                   |                                                        | 5 541                                                  |                                                        |
| 1870 | 1870                                                   |                                                        | 5 888                                                  |                                                        |
| 1880 | 1880                                                   |                                                        | 6 054                                                  |                                                        |
| 1890 | 1890                                                   |                                                        | 6 340                                                  |                                                        |
| 1900 | 1900                                                   |                                                        | 6 474                                                  |                                                        |
| 1910 | 1910                                                   |                                                        | 6 406                                                  |                                                        |
| 1920 | 1920                                                   |                                                        | 5 964                                                  |                                                        |
| 1930 | 1930                                                   |                                                        | 5 042                                                  |                                                        |
| 1940 | 1940                                                   |                                                        | 4 477                                                  |                                                        |
| 1950 | 1950                                                   |                                                        | 4 350                                                  |                                                        |
| 1960 | 1960                                                   |                                                        | 4 029                                                  |                                                        |
| 1970 | 1970                                                   |                                                        | 4 018                                                  |                                                        |
| 1980 | 1980                                                   |                                                        | 5 309                                                  |                                                        |
| 1990 | 1990                                                   |                                                        | 5 918                                                  |                                                        |
| 2010 | 2010                                                   |                                                        | 6 057                                                  |                                                        |
| 2020 | 2020                                                   |                                                        | 6 258                                                  |                                                        |
| Anm: Källor: Umeå universitet - Tabellverket 1749-1859, Demografiska databasen, CEDAR, Umeå universitet, Befolkning per församling, Folkmängden per distrikt, landskap, landsdel eller riket efter kön. År 2015 - 2021. |                                                        |                                                        |                                                        |                                                        |

## Kyrkobyggnader
- Gagnefs kyrka